# Bapsz
Bapsz er det andet studiealbum af den danske popsangerinde og sangskriver Barbara Moleko. Albummet udkom på Spotify den 5. juni 2015, og generelt den 8. juni 2015.
Om albummets titel har Barbara Moleko udtalt: "Baps har altid været mit kælenavn, og så er der lidt 90'er-agtigt over Z-endelsen. Dengang skrev man kys med z, og jeg syntes bare, at det var sjovt og passede til albummet med to universer, der mødes. Det ene Moleko, der er rigtig smuk og pyntet, det andet Baps, der er lidt af et barn indeni".
"Gør mig lykkelig" udkom som albummets single den 5. januar 2015. Sangen er ifølge Moleko en hyldest til hendes kæreste: "Det der med hele tiden at blive gen-forelsket og genforenet med sin elskede. Vi har kendt hinanden i fire år og for halvandet år siden fødte jeg vores datter, et sødt lille monster." Singlen opnåede en tredjeplads på airplay-listen. Den 25. maj 2015 udkom den anden single, "Paranoia". Den handler ifølge Moleko om "voksen-paranoia, som man bygger op i hovedet og nogen gange bliver nødt til at gøre grin med", og om at "tage pis på tabuer og alt det, der går og trykker én." Singlen har opnået en 10. plads på airplay-listen. "Tag min hånd" blev udsendt den 21. august 2015 som albummets tredje single. Ifølge Moleko er sangen "en romantisk erklæring, som handler om at nå nye mål i sit liv og i sit parhold".

## Spor
| #   | Titel                          | Sangskriver(e) | Længde |
| --- | ------------------------------ | --- | ------ |
| 1.  | "Paranoia"                     | Barbara Moleko, Lasse Kramhøft, Engelina Andrina                                                                  | 3:39   |
| 2.  | "1+1"                          | Moleko, Marcus Holmberg, Emilie Eriksson, Jacob Olofsson, Anders Christensen, Alexander Mørch Pedersen, Mike Hero | 3:20   |
| 3.  | "Gør mig lykkelig"             | Moleko, Kramhøft                                                                                                  | 3:40   |
| 4.  | "Hater"                        | Moleko, Michael Pærremand, Andrina                                                                                | 3:28   |
| 5.  | "Aldrig hjem"                  | Moleko, Pærremand, Andrina                                                                                        | 3:28   |
| 6.  | "Tag min hånd"                 | Moleko, Kramhøft, Andrina                                                                                         | 3:32   |
| 7.  | "Stop nu"                      | Moleko, Fridolin Nordsø                                                                                           | 3:07   |
| 8.  | "Ind og ud"                    | Moleko, Kramhøft, Andrina                                                                                         | 3:37   |
| 9.  | "Lille pige" (featuring Jooks) | Moleko, Birk Stenbæk, Johan Forsby                                                                                | 3:08   |
| 10. | "Danse til solen står op"      | Moleko, Stenbæk                                                                                                   | 3:05   |
| 11. | "Løfter mig op"                | Moleko, Stenbæk                                                                                                   | 3:58   |